# Tranby-Croft-Skandal

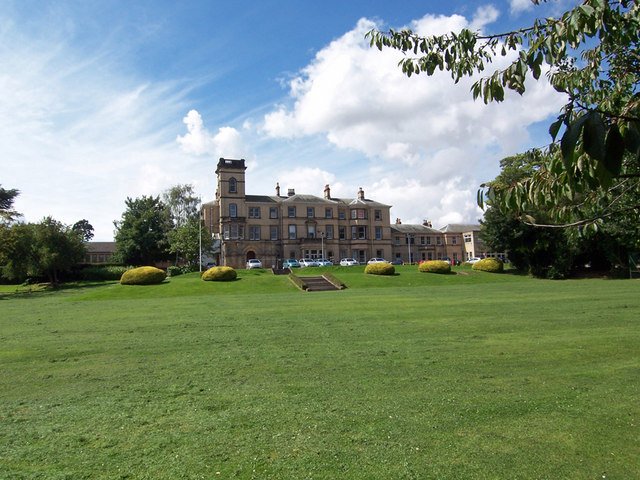
Der Landsitz Tranby Croft in Yorkshire

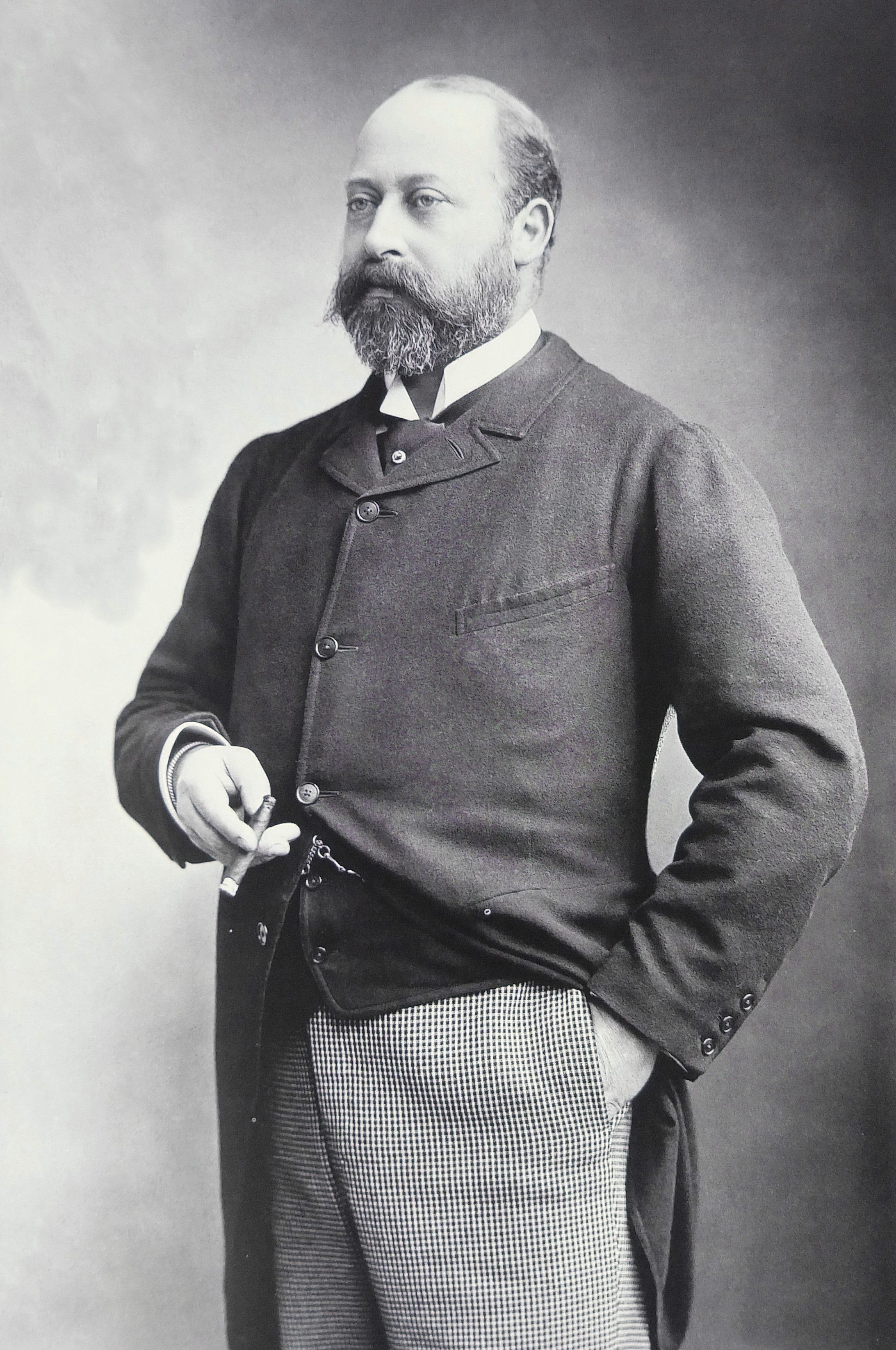
Albert Eduard, Fürst von Wales (1894)

Der Tranby-Croft-Skandal (englisch Tranby Croft Scandal), auch bekannt als Königlicher Bakkarat-Skandal (englisch Royal Baccarat Scandal), war ein gesellschaftlicher Skandal im Vereinigten Königreich im Jahr 1891.
Der Skandal ist nach dem Landsitz des Schiffbauers Sir Arthur Wilson, Tranby Croft, benannt, der Schauplatz der Ereignisse war, die zu ihm führten. Zentrale Figur des Skandals war Sir William Gordon-Cumming, 4. Baronet, dem vorgeworfen wurde, bei einem Bakkarat-Spiel in Tranby Croft betrogen zu haben. William Gordon-Cumming war ein Freund des damaligen Fürsten von Wales, Prinz Albert Eduard. Die Tatsache, dass Albert Eduard bei den besagten Ereignissen zugegen gewesen war und selbst lange Nächte bei diesem seinerzeit illegalen Glücksspiel in Tranby Croft verbracht hatte, machte die Angelegenheit zu einer öffentlichen Affäre von nationaler Bedeutung.

## Hergang des Skandals

### Das Bakkarat-Spiel von Tranby Croft

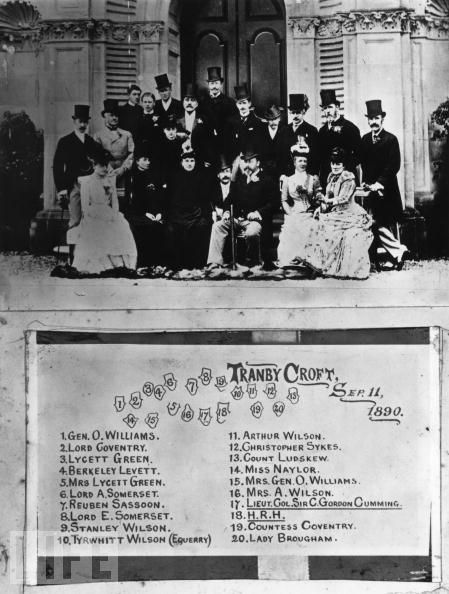
Die Partygesellschaft von Tranby Croft, Sept. 11, 1890, abgebildet sind William Gordon-Cumming, Capt. Berkeley Levett, Eduard, Prince of Wales und andere

Am 8. September 1890 nahmen Prinz Eduard und Sir William Gordon-Cumming, 4. Baronet, ein Offizier des britischen Heeres, an einer Wochenendgesellschaft in Tranby Croft, dem Anwesen des Schiffbauers Sir Arthur Wilson, teil. Im Laufe des Abends setzten sich mehrere Gäste zusammen, um einige Partien Bakkarat zu spielen. Bakkarat, eines der Lieblingsspiele des Prinzen, war zu dieser Zeit in Großbritannien allerdings illegal.
Während des Abends beobachteten verschiedene Spieler, wie Sir William anscheinend betrog: Je nachdem wie es gerade um sein Spielglück bestellt war, versuchte er, heimlich seine Einsätze zu erhöhen oder zu verringern – diese Art des Falschspiels ist unter dem Namen la pousette bekannt. Als man sich am nächsten Abend erneut zu einer Partie zusammensetzte, konnten die betreffenden Personen, die sich insgeheim über ihre Verdächtigungen ausgetauscht hatten, ein ähnliches Verhalten seitens Sir William beobachten. Insgesamt gewann Sir William an den beiden Abenden £ 228.
Am Vormittag des 10. September berieten sich acht Gäste – George Loms, Lycett Green und seine Ehefrau, Berkeley Levett, Arthur Wilson Jr. und Gattin, George Coventry, der 9. Earl of Coventry, sowie Lord Somerset –, wie sie auf Sir Williams Handeln reagieren sollten. Sie kamen schließlich überein, den Prinzen über die Vorkommnisse der vergangenen Abende zu informieren und Sir William zur Rede zu stellen. Dieser bestritt die gegen ihn erhobenen Vorwürfe und behauptete seine Einsätze einem bestimmten System entsprechend zu tätigen (vgl. Parolispiel). Er erklärte sich aber schließlich bereit, eine Erklärung zu unterschreiben, in der er zusagte, zukünftig nicht mehr Karten zu spielen. Im Gegenzug versprachen die anderen Personen, die Sache diskret zu behandeln.

### Der Tranby-Croft-Prozess
Auf unbekanntem Wege drang das Wissen um Sir Williams Fehlverhalten jedoch in die elitäre Öffentlichkeit der britischen besseren Gesellschaft. Dort galt Sir William alsbald als Geächteter und wurde von seinen Standesgenossen gemieden. Heute wird angenommen, dass die klatschselige Lady Daisy Brook, eine Geliebte Eduards, das Wissen um das brisante Bakkarat-Spiel und seine Konsequenzen weitererzählt hatte.
Sir William ging schließlich dazu über, seinen Ruf offensiv zu verteidigen, indem er seine ursprünglichen Beschuldiger seinerseits gerichtlich verklagte. Der Prozess „Gordon-Cumming gegen Wilson und andere“ machte den Bakkarat-Vorfall zu einer öffentlichen Affäre. William wurde von Sir Edward Clarke vertreten, die Beklagten von Sir Charles Russell. Den Vorsitz im Prozess, der am 1. Juni 1891 begann, hatte der Lord Chief Justice John Coleridge, 1. Baron Coleridge inne.
Sir William berief sich im Prozess auf die Dienstvorschriften der britischen Armee: Eduard hätte als Offizier eine Meldung machen müssen, wenn er etwas Vorschriftswidriges von einem Mitoffizier bemerkt hätte. Auf diese Weise wollte Sir William den Prinzen zwingen, als Zeuge vor Gericht zu erscheinen und zu seinen Gunsten auszusagen. Dabei musste der Prinz freilich seine eigene Teilnahme an der verbotenen Glücksspielrunde einräumen.
Obwohl Eduard vor Gericht im Ganzen eine gute Figur machte, konnte er die Vorwürfe gegen Sir William und insbesondere dessen unterzeichnetes Geständnis nicht entkräften. Der Prozess ging am 9. Juni schließlich zugunsten der Beklagten aus, die vom Gericht nach nur zehn Minuten Beratungszeit freigesprochen wurden.

## Folgen

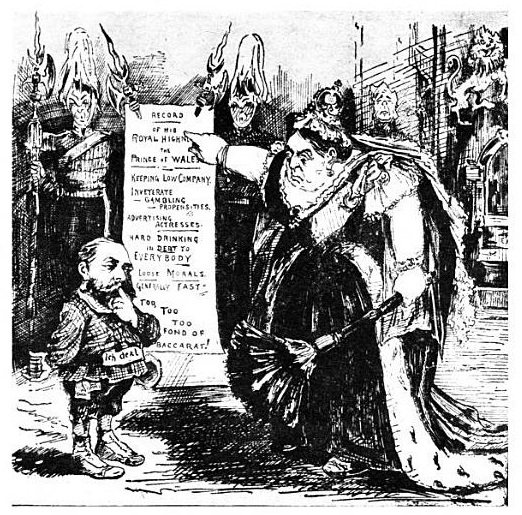
L’Enfant-Terrible-Karikatur aus dem satirischen Magazin Puck vom Juni 1891. Anlässlich seiner Beteiligung beim Glücksspiel hält Queen Victoria dem Prince of Wales die Liste seiner Verfehlungen vor.

Sir William wurde infolge des Skandals aus der britischen Armee entlassen und von der britischen High Society als sozial Geächteter weithin gemieden. Er zog sich daher auf seinen Landsitz in Schottland zurück. Am Tag nach Beendigung des Prozesses ehelichte er seine amerikanische Verlobte Florence Garner, die ihm während des gesamten öffentlichen Streits die Treue gehalten hatte.
Der Tranby-Croft-Skandal lieferte den Kritikern des Kronprinzen, die seinen ausschweifenden Lebensstil bereits seit Jahrzehnten kritisierten, neue Munition und befestigte die Reputation von „Bertie“ als genusssüchtigen Lebemann und Nichtsnutz. Laut einer Tageszeitung wurde Eduard sogar von einem – anonym gebliebenen – Standesgenossen als „Verschwender und Hurenbock“ verunglimpft.
Eduard selbst empfand die während und nach dem Prozess gegen Sir William von verschiedenen Zeitungen in belehrendem Ton formulierte Kritik wegen seiner Rolle in der Angelegenheit als ungerecht – die Times gab etwa der Hoffnung Ausdruck, Eduard würde eine Erklärung unterzeichnen, zukünftig an keinen Glücksspielen mehr teilzunehmen. So beklagte er sich beleidigt über „the most bitter and unjust attacks“, die in der Presse gegen ihn lanciert worden seien, und gab sich verschmollt über Schmähungen durch die „low church and especially the nonconformists“. Die Angelegenheit zeigte jedoch insofern Wirkung auf Eduard, als dieser nach der Beendigung des Skandals sein Verhalten änderte: Er spielte zwar weiterhin Glücksspiele, tat dies jedoch hinfort auf eine diskretere Weise als bisher. Das Bakkarat-Spielen gab er sogar gänzlich auf. Außerdem trennte er sich von der indiskreten Daisy Brook.
Im Ausland fand die Angelegenheit ein zurückhaltendes Echo, jedoch teilte der deutsche Kaiser Wilhelm II. seinem Onkel moralisch entrüstet mit, dass es sich für diesen als Thronerben nicht schicke, mit Untertanen zu spielen, zumal er doppelt so alt sei wie diese.